# NGC 2315
NGC 2315 (другие обозначения — UGC 3633, MCG 8-13-45, ZWG 234.41, PGC 20045) — галактика в созвездии Рысь.
Этот объект входит в число перечисленных в оригинальной редакции «Нового общего каталога».
В галактике вспыхнула сверхновая SN 2011ay типа Ia-p, её пиковая видимая звездная величина составила 17,7.